# Операция «Тин»
Операция «Тин» (чеш. Operace Tin) — операция чехословацких парашютистов, обученных в Великобритании, по ликвидации министра народного образования и пропаганды Протектората Богемии и Моравии Эммануэля Моравца.

## Ход операции и судьба участников
Для проведения операции были подготовлены сержанты чехословацкой армии Людвик Цупал и Ярослав Шварц. Объект для их ликвидации — Эммануэль Моравец, до оккупации Чехословакии призывавший оказывать сопротивление немцам и в 1942 году после назначения отказавшийся от своих антинемецких убеждений.
В ночь с 29 на 30 апреля 1942 операция началась параллельно с другой операцией «Интрензитив». Цупал и Шварц были сброшены на парашюте в центральной Чехии у местечка Падрт. В результате десантирования оба солдата повредили ноги: Цупал при падении получил травмы внутренних органов, которые ему так и не удалось залечить. Отыскать оборудование, необходимое для ликвидации Моравца, им не удалось, а выйти на его след непосредственно — тем более.
Шварц выбрался в Прагу через Пльзень и связался с Адольфом Опалкой. При помощи организации «Йиндра» ему удалось скрыться от немцев и залечить раны, а затем продолжить поиски Цупала. Однако в конце мая 1942 года после предательства Карела Чурды он вынужден был спрятаться в соборе Святых Кирилла и Мефодия, где 18 июня 1942 погиб в бою против эсэсовцев.
Цупала нашёл Войтех Лукаштик, выполнявший операцию «Интрензитив», и доставил его в Моравию, где прятал его в Велеграде у друзей и родственников. Тем временем руководство британских спецслужб уже осознало, что операция провалилась, и принято меры по активизации начатой в конце 1941 года операции по ликвидации рейсхпротектора Рейнхарда Гейдриха. 18 сентября 1942 Цупал попытался самостоятельно подорвать железную дорогу между деревнями Полешовице и Недаконице, что привело к облаве гестаповцев. В ночь с 8 на 9 января 1943 Лукаштик был убит при задержании гестаповцами, а Цупала выдал его же собственный отец. Людвика застрелили 15 января 1943 на кирпичном заводе в Велеграде.